# Amerykański książę – John F. Kennedy Junior
Amerykański książę – John F. Kennedy Junior (ang. America's Prince: The John F. Kennedy Jr. Story, 2003) – amerykański film obyczajowy w reżyserii Erica Laneuville’a. Jest to ekranizacja bestsellerowej powieści „The Day John Died” odsłaniającej kulisy życia syna tragicznie zmarłego prezydenta.

## Fabuła
John Kennedy (Kristoffer Polaha) ma trzy lata, kiedy ginie jego ojciec, prezydent Stanów Zjednoczonych. Gdy dorasta, słynie z rozrywkowego trybu życia. Żeni się z Carolyn Bessette (Portia de Rossi). Jednak fatum ciążące nad rodziną Kennedych znowu daje o sobie znać. John i Carolyn giną w katastrofie lotniczej.

## Obsada
- Kristoffer Polaha jako John F. Kennedy Jr.
- Portia de Rossi jako Carolyn Bessette-Kennedy
- Robert N. Smith jako Michael Berman
- Jacqueline Bisset jako Jacqueline Bouvier Kennedy Onassis
- Kenroy Allen jako pan Brown
- Colin Grazer jako prawnik
- Jennifer Baxter jako Lauren Bessette
- Michael Riley jako Douglas Conte
- Kirsten Bishop jako Caroline Kennedy Schlossberg
- Sandi Stahlbrand jako Susie